# Кляйн, Ив
Ив Кляйн (фр. Yves Klein; 28 апреля 1928, Ницца, — 6 июня 1962, Париж, Франция) — французский художник-новатор, одна из наиболее значительных фигур послевоенного европейского искусства.

## Биография

### Ранние годы, 1928—1946
Ив Кляйн родился 28 апреля 1928 в Ницце, в доме бабушки и дедушки по материнской линии. Его родители были художниками: отец, Фред Кляйн (фр.), голландец индонезийского происхождения, писал картины в стиле постимпрессионизма, а мать, Мари Раймон, была заметной фигурой в ташизме.
В 1928—1946 годах жил в Париже, но проводил каждое лето в Кань-сюр-Мер, где жила сестра его матери, Роза Раймон. Ив обожал тётю, которая опекала и поддерживала его. С 1942 по 1946 годы учился в Высшей школе торгового мореходства (фр.) и Высшей школе восточных языков. Никакого художественного образования он никогда не имел. Большую часть жизни зарабатывал как инструктор по дзюдо.

### Розенкрейцеры
В конце 1947 — начале 1948, по воспоминаниям друга художника, Клода Паскаля, Кляйн открыл для себя книгу «La Cosmogonie des Rose-Croix» («Космогония Розенкрейцеров»), которая стала для него настольной — на протяжении следующих четырёх-пяти лет он изучал её ежедневно. Позднее Кляйн и Клод Паскаль зарегистрировались в обществе розенкрейцеров.

### 1948—1950 (Италия, Германия, Англия, Ирландия)
В течение лета 1948 года Кляйн посетил Италию (Геную, Портофино, Пизу, Рим, Капри и Неаполь). В ноябре уехал на одиннадцать месяцев на военную службу в Германию. В конце 1949 года Паскаль и Кляйн временно переехали в Лондон, где продолжили занятия дзюдо. В это время Кляйн создал несколько монохромов на бумаге и картоне, используя пастель и гуашь. С апреля по август 1950 года Кляйн и Паскаль находились в Ирландии, в клубе верховой езды.

### Испания, 1951
В 1951 году Кляйн уехал в Мадрид изучать испанский язык. Изначально Паскаль и Кляйн планировали совершить кругосветное путешествие, но проблемы со здоровьем сделали невозможным для Паскаля участие в нём. В Испании Кляйн записался в клуб дзюдо, подружился с директором школы, Фернандо Франко де Сарабия, чей отец был издателем.

### Япония, 1952—1953
В 1952 году Кляйн приехал в Японию, в Йокогаму, вскоре перебрался в Токио и зарегистрировался в Институте Кодокан, наиболее престижном центре дзюдо. В Японии он провёл 15 месяцев, деля своё время между институтом и уроками французского языка, которые давал японским и американским студентам. Во время пребывания в Японии написал книгу о дзюдо и получил чёрный пояс. В 1953 году аннулировал своё членство в обществе розенкрейцеров.

### 1954 (Париж-Мадрид-Париж, издание книги монохромов)
После возвращения в Париж в 1954 надежды Кляйна занять положение во французской федерации дзюдо не оправдались, несмотря на публикацию его книги «Основы дзюдо». Он решил покинуть Францию и переехал в Испанию по приглашению Фернандо Франко де Сарабии. Там Кляйн опубликовал две коллекции монохромов в гравировальной студии Фернандо около Мадрида. Предисловие, подписанное именем Клода Паскаля, состояло из чёрных линий вместо текста. Десять цветных пластин состояли из одноцветных прямоугольников, вырезанных на бумаге и сопровождавшихся указанием их размеров в миллиметрах. Каждая пластина указывала разные места создания: Мадрид, Ницца, Токио, Париж. Эта работа стала первым публичным жестом Кляйна, в ней он поднял вопрос об иллюзии в искусстве. В конце 1954 Кляйн вернулся из Испании в Париж.

### 1955—1956, первые выставки, Орден лучников святого Себастьяна
Весной 1955 года предложил оранжевый монохром, озаглавленный «Expression de l’univers de la couleur mine orange», на Салон Réalités Nouvelles, посвящённый абстрактной живописи. Прямоугольная деревянная панель была равномерно покрыта матовой оранжевой краской, подписана монограммой YK (Ив Кляйн) и датирована маем 1955 года. Работа была отклонена жюри. В октябре 1955 года состоялась первая публичная выставка работ Кляйна в «Club des Solitaires», частном салоне издательского дома Lacoste. В 1956 году Кляйн встретил Ирис Клер, у которой была небольшая (двадцать квадратных метров), студия в Париже.
В феврале-марте 1956 года состоялась выставка «Yves, Propositions Monochromes» в галерее Colette Allendy в Париже. Пьер Рестани (фр. Pierre Restany) написал радикальный и провокационный текст для пригласительных. На вернисаже Кляйн встретил Марселя Барийона де Мюрата (фр. Marcel Barillon de Murat), рыцаря Ордена лучников святого Себастьяна, который пригласил его присоединиться к Ордену. В марте Кляйна назвали кавалером Ордена в церкви Сен-Николя-де-Шамп в Париже. Он выбрал девиз: «За цвет! Против линии и рисунка!»

### 1957, начало синего периода
В 1957 году Ив Кляйн выставил одиннадцать синих картин одного формата (78 x 56 см) в галерее в Милане. Работы висели на кронштейнах на расстоянии 20 см от стены. Впервые Кляйн представил комнату синих монохромов, один из которых купил Лючио Фонтана.
В мае 1957 Кляйн представил двойную выставку в Париже: одна часть в галерее Ирис Клер — «Yves, Propositions monochromes», вторая часть в галерее Colette Allendy — «Pigment pur». В галерее Ирис Клер Кляйн решил презентовать монохромы как в Милане. Начало синего периода было отмечено запуском 1001 синего воздушного шара в небо Парижа, Кляйн назвал это аэростатической скульптурой. В галерее Colette Allendy Ив представил серию работ, обозначавших пути его дальнейшего творческого развития: скульптуры, энвайронменты, чистый пигмент, первую огненную живопись «Feux de Bengale-tableau de feu bleu d’une minute» и первый «Immatériel» — пустую комнату. Общее приглашение на обе выставки включало текст Пьера Рестани и синюю печать, сделанную Ивом Кляйном.
Летом 1957 года выставка монохромов Ива Кляйна была показана в Gallery One в Лондоне. Во время дебатов в Институте современного искусства, в которых принимали участие Кляйн и Рестани, полемика вспыхнула с неожиданной силой, а английская пресса подхватила скандал, вызванный выставкой.
Тем же летом 1957 года в Ницце Ив Кляйн встретил Ротраут Юккер, молодую немецкую художницу, которая стала его ассистенткой, а впоследствии женой.

### 1958 (оформление оперного театра в Германии, выставка Le Vide, паломничество)
В 1958 Ив Кляйн был приглашён для оформления оперного театра в Германии. Весной он возвращается в Париж, в апреле совершает первое паломничество в монастырь святой Риты в Cascia в Италии. В конце апреля Ив Кляйн присутствует при экспериментальной подсветке синим Обелиска на Площади Согласия. Кляйн хотел сопроводить вернисаж предстоящей выставки в галерее Iris Clert иллюминацией монумента, но не смог получить разрешение на это. Через два дня состоялось открытие легендарной выставки Le Vide (Вакуум) в галерее Ирис Клер.
Летом 1958 прошли первые эксперименты с антропометриями.
Осенью 1958 Кляйн совершил второе паломничество в монастырь святой Риты в Cascia в Италии, подарив монастырю синий монохром.
В 1958 в галерее Ирис Клер также прошла совместная выставка Кляйна и Жана Тенгели «Vitesse pure et stabilité monochrome» («Чистая скорость и монохромная стабильность»). Оба художника представили работы, сделанные из металлических дисков, покрытых «международным синим цветом Кляйна», и приведённых в движение высокоскоростными двигателями.

### 1959
В 1959 Кляйн принял участие в выставке Vision in Motion в Hessenhuis в Антверпене, работал с архитектором Claude Parent над проектом фонтана воды и огня, разработал проект аэромагнитной скульптуры. В мае 1959 Галерея Iris Clert презентовала выставку Collaboration internationale entre artistes et architectes dans la réalisation du nouvel Opéra de Gelsenkirchen (Международное сотрудничество между художниками и архитекторами, работающими над проектом новой оперы Гельзенкирхена).
В июне 1959 Ив Кляйн выступил с лекцией L’évolution de l’art vers l’immatériel («Эволюция искусства к нематериальному») в Сорбонне.
Во второй половине июня 1959 прошла выставка барельефов из губок Bas-reliefs dans une forêt d’éponges в Галерее Ирис Клер в Париже.
В октябре на первой Парижской биеннале Пьер Рестани (Pierre Restany) представил монохром большого формата среди работ, выбранных жюри молодых критиков. Работы Жана Тенгели, Раймонда Хайнса (Raymond Hains), Жака де ла Вилежле (Jacques de la Villeglé) и Франсуа Дюфрена (François Dufrêne) также были включены. Это стало важным шагом в формировании группы новых реалистов.
В октябре-ноябре 1959 Ив Кляйн принял участие в двух выставках в Германии («Kunstsammler am Rhein und Ruhr: Malerei 1900—1959» в Музее Städtisches в Леверкузене, «Dynamo 1» в Галерее Renate Boukes в Висбадене) и в выставке Works in Three Dimensions в Галерее Лео Кастелли в Нью-Йорке.
В декабре Ив Кляйн публикует Le Dépassement de la problématique de l’art (Преодоление проблематики искусства) в Бельгии.

### 1960
В январе-феврале 1960 Кляйн принял участие в выставках La nouvelle conception artistique («Новая концепция искусства») в Галерее Azimut в Милане (вместе с другими художниками) и Antagonismes, организованной Музеем декоративных искусств в Париже, на которой он показал Monogold frémissant.
23 февраля у себя дома в присутствии Пьера Рестани Ив Кляйн сделал отпечатки Rotraut и Жаклин, оставив синие отпечатки их тел на большом листе белой бумаги, закреплённом на стене. Участники назвали работу Célébration d’une nouvelle Ere anthropométrique («Празднование нового антропометрического периода»).
В марте состоялась публичная демонстрация антропометрий в Париже (под «Монотонную симфонию» Кляйна три обнажённые модели покрыли себя синей краской и оставили отпечатки тел на белых листах на стенах и полу галереи). После этого официально одетая аудитория, состоявшая из многочисленных художников, коллекционеров и критиков, была приглашена принять участие в общей дискуссии.
В апреле Кляйн принял участие в выставке Les Nouveaux Réalistes в Галерее Apollinaire в Милане, вместе с Арманом, Хайнсом, Дюфреном, Villeglé и Тенгели. В предисловии к каталогу Пьер Рестани использовал выражение New Realism (новый реализм) впервые. 27 октября группой художников была подписана декларация группы нового реализма в доме Ива Кляйна (Арман, Дюфрен, Хайнс, Ив Кляйн (Ив Монохром), Raysse, Spoerri, Тенгели, Villeglé). Девять копий, написанные от руки Рестани и подписанные всеми художниками, были розданы участникам события. 28 октября Кляйн собрал Армана, Хайнса, Raysse, Рестани для создания Anthropométrie suaire (антропометрической плащаницы). При помощи этого жеста Кляйн интегрировал новых реалистов в своё произведение.
В мае Кляйн зарегистрировал формулу международного синего цвета Кляйна (International Klein Blue, IKB) и получил патент.
Летом Ив Кляйн создал первые Космогонии — «Cosmogonies at Cagnes-sur-Mer».
19 октября Кляйн совершил «Le Saut dans le vide» (Прыжок в пустоту), а в ноябре, во время Фестиваля авангардного искусства в Париже, опубликовал его снимок.

### 1961
После публичной демонстрации антропометрий в 1960, на которую критика отреагировала неоднозначно, Кляйн стал знаменитостью в Европе. Однако выставка «le Monochrome» в Галерее Лео Кастелли в Нью-Йорке в 1961 закончилась провалом.
В 1961 выставка «Ив Кляйн: монохромы и огонь» состоялась в Музее Haus Lange в Крефельде, Германия. Это была самая большая прижизненная выставка художника. Он показал синие, розовые и золотые монохромы, архитектурные рисунки, «Mur de feu» (стену огня), которая состояла из пятидесяти горелок, расположенных в пять рядов. В день окончания выставки Кляйн создал первую огненную живопись, а чуть позднее — монументальные работы такого же плана в исследовательском центре французской газовой компании около Парижа.
В мае-июне 1961 Ив Кляйн принял участие в первой выставке нового реализма, организованной Пьером Рестани — «A quarante degrés au-dessus de Dada» (сорок градусов выше Дада), которая прошла в J Gallery в Париже. В выставке принимали участие Арман, Сезар, Хайнс, Тенгели, Villeglé, Дюфрен, Rotella и Spoerri. Рестани опубликовал текст, который Кляйн не принял. Позднее в этом же году прошёл Первый фестиваль нового реализма в Галерее Muratore в Ницце и аббатстве Roseland. После этого Кляйн, Raysse и Хайнс объявили о роспуске группы Нового реализма.
17-18 июля Ив Кляйн устроил сессии антропометрий в Париже, которые были сняты Паоло Кавара для фильма Гуальтьеро Якопетти «Собачий мир», первого из серии мондо-фильмов, который должен был быть показан на Каннском фестивале.
21 ноября прошла выставка Кляйна «Monochrome: Il nuovo realismo del colore» в галерее Apollinaire в Милане.

### 1962
21 января 1962 Ив Кляйн и Ротраут Юккер поженились. Каждый аспект свадебной церемонии, проходившей, в церкви Святого Николая в полях в Париже был скрупулёзно разработан художником.
На Каннском фестивале Кляйн посетил показ «Mondo Cane»; он был унижен тем, в каком ключе в фильме были представлены он сам и его работа. Вечером у него случился первый сердечный приступ, а в день вернисажа выставки «Donner à voir» в Creuze gallery в Париже — второй.
Ив Кляйн умер от следующего сердечного приступа 6 июня 1962 в своём доме в Париже. Он успел создать большое количество работ и оказал заметное влияние на развитие искусства. Его сын, Ив, родился после смерти отца в Ницце в августе 1962. Кляйн похоронен на маленьком кладбище в Ла Коль-Сюр-Луп (Приморские Альпы).

## Творчество

### Монохромные работы и международный синий цвет Кляйна
Хотя Кляйн начал создавать монохромные работы ещё в 1949 году, а показал их впервые в 1950-м, первая демонстрация широкой публике состоялась в 1955—1956: в Club des Solitaires (1955) и в Gallery Colette Allendy (1956). На этих выставках были представлены оранжевые, жёлтые, красные, розовые и синие монохромные полотна. Кляйн был разочарован реакцией публики, которая восприняла окрашенные одним цветом холсты как вид яркой абстрактной интерьерной живописи. С этого момента он решил использовать только синий цвет. Следующая выставка «Proposte Monochrome, Epoca Blu» в Gallery Apollinaire, Милан, январь 1957 года, включала 11 одинаковых синих холстов, окрашенных пигментом ультрамарин разведённым с синтетической смолой «Rhodopas». Обнаруженный с помощью дилера Эдуарда Адама, эффект заключается в том, что сохранялась яркость пигмента, который, как правило, становился тусклым, когда использовался с льняным маслом. Кляйн позднее, в мае 1960 года, даже запатентовал этот рецепт. Формула включала в себя определённое количество «Rhodopas MA», состоящего из этилового спирта и этилового ацетата. Изменяя концентрацию пигмента и типа растворителя, краски могут быть применены с помощью кисти, валика или распыления. Этот цвет, напоминающий ляпис-лазурь, которую использовали в средневековой живописи, стал знаменитым «международным синим цветом Кляйна» (англ. International Klein Blue, IKB, шестнадцатеричный код #002FA7). Выставка получила положительный отклик критиков и имела коммерческий успех, была показана затем в Париже, Дюссельдорфе и Лондоне. Парижская выставка в Iris Clert Gallery в мае 1957 сопровождалась хеппенингом: 1001 синий воздушный шар был запущен в честь открытия, синие почтовые карточки были разосланы в качестве приглашения.

### Пустота
Для следующей выставки в Iris Clert Gallery в апреле 1958 Кляйн решил показать пустоту — «Le Vide» («Вакуум»). Он убрал всё из галерейного пространства, за исключением большого шкафа, покрасил все поверхности белым, затем установил сложную процедуру входа в день вернисажа. Окно галереи было закрашено синим, синий занавес висел в вестибюле, рядом стояли гвардейцы в синем. Более 3000 человек были вынуждены стоять в очереди, чтобы посетить пустое пространство.

### Космогонии
Кляйн создавал картины самыми разными способами, включая неортодоксальные. Например, подставлял под дождь специальным образом подготовленную бумагу. Полученные в результате картины он назвал космогониями. Первые Космогонии Кляйн создал летом 1960. Холст, покрытый синей краской, был закреплён на крыше автомобиля на протяжении поездки из Парижа в Cagnes-sur-Mer, и был подвергнут воздействию ветра, дождя и пыли. Ив сделал и другие работы такого рода, используя следы тростника, дождя и т. п.

### Огненная живопись
Также Кляйн использовал огонь (Огненная живопись). Первую огненную живопись художник создал в 1961, в день закрытия своей выставки в Крефельде, Германия, поднося большие листы бумаги или картона к огню газовых горелок (из них состояла одна из работ на выставке — «Стена огня»). Чуть позднее Кляйн создаёт огненную живопись большого формата в исследовательском центре французской газовой компании около Парижа. Как и в космогониях и антропометриях, огненная живопись является отпечатком (в данном случае — следы огня). Кляйн использовал укреплённый картон, который горел медленнее обычного. Кроме того, он объединил действия воды и огня таким образом, чтобы печать пламени включала также следы воды.

### Monogolds
В 1960 Кляйн на выставке Antagonismes, организованной Музеем декоративных искусств в Париже, впервые показал «Monogold frémissant». Кляйн создал серию Monogolds между 1960 и 1961, используя золото как драгоценный и символический материал. Некоторые работы объединяли серию прямоугольников в композицию; некоторые были сделаны из подвижных листов золота, закреплённых на панели, которые двигались при малейшем дыхании; третьи были рельефами с полированной поверхностью.

### Антропометрии
Антропометриями Кляйн называл картины, созданные при помощи отпечатков человеческого тела на полотне. Первые эксперименты с техникой «живых кистей» прошли летом 1958 — Кляйн покрывал синей краской обнажённое тело молодой женщины, которая оставляла отпечатки своего тела на листах бумаги, расстеленных на полу. В 1960 он провел публичную демонстрацию антропометрий — девушек, вымазанных «международным синим цветом Кляйна» волочили по лежащему на полу холсту под аккомпанемент Монотонной симфонии (произведение исполнялось на одной ноте в течение десяти минут, потом следовала пауза также продолжительностью в десять минут).

### Прыжок в пустоту
19 октября Кляйн совершил Le Saut dans le vide («Прыжок в пустоту») в Fontenay-aux-Roses, сфотографированный Harry Shunk и John Kender, которые сделали множество различных снимков (репетиция «прыжка» прошла до этого в Париже). 27 ноября, во время Фестиваля авангардного искусства в Париже, Ив Кляйн опубликовал Dimanche — четыре страницы в формате воскресного выпуска парижской ежедневной газеты «Франс-суар». На первой странице была фотография Saut dans le vide, озаглавленная «Un homme dans l’espace! Le peintre de l’espace se jette dans le vide» (Человек в космосе! Художник космоса бросает себя в пустоту).

### Оформление оперного театра Гельзенкирхена
Для оперного театра в Гельзенкирхене, который был спроектирован и декорирован интернациональной командой художников и архитекторов, Кляйн создал шесть монументальных произведений, имеющих важное значение в его творчестве: четыре синих, высотой десять метров, работы с рельефом-губкой (две предназначались для длинной стены главного зала, две — для помещения на нижнем уровне) и два 7х20 метров монохрома для боковых стен главного зала. Работы были дополнены армированными рельефами, покрытыми натуральной губкой и окрашенными синим.

## Выставки
| - 2007 «Declaring Space: Лючио Фонтана, Ив Кляйн, Барнетт Ньюман, Марк Ротко», Музей современного искусства, Форт-Уорт, США - 2007 Искусство как идея, Музей современного искусства, Скоттсдейл, США - 2007 Мари Раймонд — Ив Кляйн, LAAC, Дюнкерк, Франция - 2007 Ив Кляйн, MUMOK, Вена, Австрия - 2007 Чёрный квадрат, Hamburger Kunsthalle, Гамбург, Германия - 2007 Новые Реалисты, Большой Дворец, Париж, Франция - 2006 Ив Кляйн, Центр Помпиду, Париж, Франция - 2006 Мари Раймонд — Ив Кляйн, Музей Людвига, Кобленц, Германия - 2006 Мари Раймонд — Ив Кляйн, Музей изобразительных искусств, Каркассоне, Франция - 2006 Ив Кляйн, La Coupole, Париж, Франция - 2006 Международные художники-авангардисты 50-60-х годов, Музей «Дворец искусств», Дюссельдорф, Германия - 2006 Ив Кляйн, MAK, Вена, Австрия - 2006 Ив Кляйн, Kestner-Gesellschaft, Ганновер, Германия - 2005 Ив Кляйн, L & M Arts, Нью-Йорк, США - 2005 Цвет после Кляйна, Барбакан, Лондон - 2005 Мари Раймонд — Ив Кляйн, musée Joseph Déchelette, Роанн, Франция - 2005 Ив Кляйн, Storefront for Art and Architecture, Нью-Йорк, США - 2005 Ив Кляйн, Музей Гуггенхайма, Бильбао, Испания - 2004 Мари Раймонд — Ив Кляйн, musée des Beaux-arts, Анже, Франция - 2004 Ив Кляйн, Schirn Кунстхалле, Франкфурт, Германия - 2004 Ив Кляйн, Schindler House, Лос-Анджелес, США - 2004 Ив Кляйн, Галери де Франсе, Париж, Франция - 2002 естественно — неестественно, Галерея Gmurzynska, Кёльн, Германия - 2000 Ив Кляйн, Museo Pecci, Прато, Италия - 2000 Ив Кляйн, MAMA, Ницца, Франция - 2000 Ив Кляйн, Галерея Danese, Нью-Йорк, США - 1999 Ив Кляйн, Музей Жана Тенгели, Базель - 1997 Ив Кляйн, Danese Gallery, Нью-Йорк - 1997 Ив Кляйн, Музей современного Искусства, Осло, Норвегия - 1997 Ив Кляйн, Музей современного искусства, Сидней, Австралия - 1997 Ив Кляйн, Sara Hildén Art Museum, Тампере, Финляндия - 1997 Пьер Декарг / Ив Кляйн, как если бы он не умер, Галерея Itsutsuji, Токио - 1996 Ив Кляйн, документы, Neues Museum Weserburg, Бремен, Германия - 1995 Ив Кляйн, Hayward Gallery, Лондон, Великобритания - 1995 Ив Кляйн, Центр de Arte Reina Sofia Национального Музея, Мадрид, Испания - 1995 Пьер Декарг / Ив Кляйн, как если бы он не умер, Galerie 1900/2000, Париж, Франция | - 1995 Ив Кляйн, Art focus, Цюрих, Швейцария - 1994 Ив Кляйн, Galerie Gmurzynska, Кёльн-Мариенбург, Германия - 1994 Ив Кляйн, Музей Людвига / Kunstsammlung Северный Рейн-Вестфалия, Кёльн-Дюссельдорф - 1994 Ив Кляйн, Galerie Gimpel, Лондон - 1993 Ив Кляйн: огненная живопись, Gagosian Gallery, Нью-Йорк - 1992 Ив Кляйн: огненная живопись, Музей современного искусства, Лос-Анджелес - 1992 Ив Кляйн: Область чувствительности, RENN, Espace d’Art Contemporain, Париж - 1992 Ив Кляйн, Galerie Montaigne, Париж - 1991 Ив Кляйн, 1928—1962, Архивы, Информационный центр искусства, Роттердам - 1990 Ив Кляйн, Кунстхалле Базель, Базель - 1989 Ив Кляйн, Gagosian Gallery, Нью-Йорк - 1986 Ив Кляйн 1928—1962, Галерея Reckermann, Кёльн - 1986 Ив Кляйн und seine Freunde, Галерея 44, Kaarst-Дюссельдорф - 1986 Ив Кляйн, Галерея Sidney Janis, Нью-Йорк - 1986 Ив Кляйн: избранные работы, Yares Gallery, Скоттсдейл, Аризона - 1986 Ив Кляйн, Seibu Museum of Art, Токио - 1986 Ив Кляйн: избранные работы, Fuji Television Gallery, Токио - 1985 Ив Кляйн, Iwaki City Art Museum, Фукусима - 1985 Ив Кляйн, Музей современного искусства, Сэйбу Таканава - 1985 Ив Кляйн, Музей современного искусства, Сига - 1983 Ив Кляйн, Centre Georges Pompidou, Musée national d’art moderne, Париж - 1982 °F 80 / Ив Кляйн, CAP, Бордо - 1982 Ив Кляйн, 1928—1962: ретроспектива, Музей современного искусства, Чикаго - 1982 Ив Кляйн, 1928—1962: ретроспектива, Rice Museum, Хьюстон - 1982 Ив Кляйн, 1928—1962: ретроспектива, Музей Гуггенхайма, Нью-Йорк - 1980 Ив Кляйн, Galerie Yves Arman, Нью-Йорк - 1979 Ив Кляйн, Galerie Bonnier, Женева - 1979 Ив Кляйн, Fuji Television Gallery, Токио - 1977 Ив Кляйн, Antwerp Gallery, Антверпен - 1977 Ив Кляйн, Sidney Janis Gallery, Нью-Йорк - 1976 Ив Кляйн, Nationalgalerie et Neuer Berliner Kunstverein, Берлин - 1976 Ив Кляйн, Städtische Kunsthalle, Дюссельдорф - 1976 Ив Кляйн, Luciano Anselmino, Милан - 1976 Ив Кляйн, Galerie Karl Flinker, Париж - 1974 Ив Кляйн, Galerie Karsten Greve, Кёльн - 1974 Ив Кляйн, 1928—1962, Tate Gallery, Лондон - 1974 Ив Кляйн, Städtische Kunstsammlungen, Людвигсхафен - 1973 Ив Кляйн, Kaiser Wilhelm Museum, Крефельд, Германия - 1973 Ив Кляйн, Galerie Gimpel Fils, Лондон | - 1973 Ив Кляйн, Galerie Karl Flinker, Париж - 1973 Ив Кляйн, Gimpel-Hanover Galerie, Цюрих - 1971 Ив Кляйн, Muzej suvremene umetnosti, Белград - 1971 Ив Кляйн, Kunsthalle, Берн - 1971 Ив Кляйн, Kunstverein Hannover, Ганновер - 1971 Ив Кляйн, Galerija Suvremene Umjetnosti, Загреб - 1970 Ив Кляйн, Galleria dell' Obelisco, Рим - 1970 Ив Кляйн, Galleria Civica d’Arte Moderna, Турин - 1969 Ив Кляйн, Galerie Lambert Monet, Женева - 1969 Ив Кляйн, Musée d’art moderne, Гренобль - 1969 Ив Кляйн, Galerie Blu, Милан - 1969 Ив Кляйн 1928—1962, Musée des Arts décoratifs, Париж - 1969 Ив Кляйн, Galerie d’Arte Martano, Турин - 1968 Ив Кляйн, Louisiana Museum, Хумлебек - 1968 Ив Кляйн, Kunsthalle Nürnberg, Нюрнберг, Германия - 1968 Ив Кляйн, Galerie Michel Couturier, Париж - 1968 Ив Кляйн, Narodni Galerie, Прага - 1967 Ив Кляйн, Jewish Museum, Нью-Йорк - 1967 Ив Кляйн, Galerie Bischofsberger, Цюрих - 1966 Ив Кляйн, Palais des Beaux-Arts, Брюссель - 1966 Ив Кляйн, Galerie Bonnier, Лозанна, Швейцария - 1965 Ив Кляйн, Stedelijk Museum, Амстердам - 1965 Ив Кляйн, Galerie Alexandre Iolas, Париж - 1964 Peintures de feu ", Galerie Schmela, Дюссельдорф - 1964 Ив Кляйн, Galerie Bonnier, Лозанна, Швейцария - 1964 Ив Кляйн, Galerie Apollinaire, Милан - 1963 Ив Кляйн et le language du feu, Kaiser Wilhelm Museum, Крефельд - 1963 Ив Кляйн, Galerie Tarica, Париж - 1963 Ив Кляйн, Svensk-Franska Konstgalleriet, Стокгольм - 1962 Ив Кляйн, Alexandre Iolas Gallery, Нью-Йорк - 1962 Ретроспектива Ива Кляйна, Галерея Токио, Токио - 1961 Монохромы, Museum Haus Lange, Крефельд, Германия - 1961 Ив Кляйн, Dwan Gallery, Лос-Анджелес - 1961 Ив Кляйн, Galerie Apollinaire, Милан - 1961 Ив Кляйн, Galerie Leo Castelli, Нью-Йорк - 1960 Национальная галерея современного искусства, Париж - 1960 Ив Кляйн, Galerie Rive Droite, Париж - 1959 Галерея Iris Clert, Париж - 1958 Галерея Iris Clert, Париж - 1957 Galerie Schmela, Дюссельдорф - 1957 Ив Кляйн, Gallery One, Лондон - 1957 Ив Кляйн, Galerie Apollinaire, Милан - 1957 Ив Кляйн, Galerie Iris Clert, Париж - 1957 Ив Кляйн, Galerie Colette Allendy, Париж - 1956 Ив, Galerie Colette Allendy, Париж - 1955 Ив, Club des Solitaires, Париж - 1953 Monochrome Manifestation, Токио - 1950 Monochrome Manifestation, Лондон |

## Фильмография
- «Следы синей эпохи», фильм Алена Жобера[фр.] из цикла «Палитры» (Франция, 1996).